# Tyrus semiruber
Tyrus semiruber är en skalbaggsart som beskrevs av Thomas Casey 1897. Tyrus semiruber ingår i släktet Tyrus och familjen kortvingar. Inga underarter finns listade i Catalogue of Life.